# Mario Ciceri
Mario Ciceri (8. září 1900, Veduggio – 4. dubna 1945, Vimercate) byl italský římskokatolický kněz, člen Katolické akce. Katolická církev jej uctívá jako blahoslaveného.

## Život
Narodil se ve Veduggiu dne 8. září 1900 rodičům Luigimu Cicerimu a Colombě Vimrcati. Jeho rodiče pracovali jako farmáři. Již od dětství se toužil stát knězem.
V květnu roku 1908 přijal svátost biřmování a ve stejný měsíc roku 1910 přijal své první svaté přijímání. Dne 6. října 1912 vstoupil po dokončení základních studií do kněžského semináře v Seveso. Během svého studia na semináři vynikal svou kázní a pílí.
Podjáhenské svěcení přijal dne 26. května 1923 a na jáhna byl vysvěcen dne 23. prosince 1923. Na kněze jej vysvětil milánský arcibiskup a kardinál Eugenio Tosi dne 14. června 1924. Den poté slavil ve svém rodném Veduggiu svou primiční mši svatou.
Při svém kněžském působení ve farnostech vynikal svojí zbožností a ctnostmi, denně se modlil růženec. Často navštěvoval nemocné a vězně. Stal se členem Katolické akce, kde podporoval mladší generaci. Zvláště v nejtěžších dobách sloužil jako řemeslník, ovládal např. řezbářství, nebo zednictví.
Dne 9. února 1945 jel na jízdním kole, když jej srazil nákladní vůz, jehož řidič z místa nehody ujel. Zraněn zde zůstal několik hodin ležet, nejvíce měl zasažena játra. Po jeho nalezení byl v kritickém stavu převezen do nemocnice, kde později nabídl svůj život Bohu jako oběť za ukončení druhé světové války, která v té době zuřila.
Zemřel dne 4. dubna 1945 v nemocnici ve Vimercate. Jeho pohřeb se konal dne 7. dubna 1945 ve farnosti, kde za života kněžsky působil.

## Úcta
Jeho beatifikační proces byl zahájen dne 14. prosince 2002, čímž obdržel titul služebník Boží. Papež František jej dne 1. prosince 2016 podepsáním dekretu o jeho hrdinských ctnostech prohlásil za ctihodného.
Dne 23. listopadu 2020 byl schválen zázrak na jeho přímluvu, potřebný pro jeho blahořečení. Blahořečen pak byl spolu s Armidou Barelli v milánské katedrále dne 30. dubna 2022 kardinálem Marcello Semeraro, který tomuto blahořečení předsedal jménem papeže Františka.
Jeho památka je připomínána 14. června. Je zobrazován v kněžském oděvu.